# Andrés Balsa Antón
Andrés Balsa Antón (Mugardos, 11 de març de 1883 - Madrid desembre de 1973) va ser un boxador, lluitador professional i entrenador de futbol gallec.

## Trajectòria

### Com a lluitador
Andrés Balsa es va allistar a la marina mercant, i en una parada en Acapulco va assistir a una vetlada de Pressing Catch. Un dels lluitadors va retar a algú del públic a que aguantara quinze minuts en un enfrontament contra ell. Balsa acceptà i el va véncer abans de finalitzar el temps, moment en què abandona la marina i comença a lluitar. Va entrenar a les ordes de Jack Nelson, i almenys des de 1909, va participar en competicions de lluita lliure i el 1915 la premsa espanyola es feia ressò de les seues victòries als Estats Units i Cuba. Amb vora dos metres d'alçada i cent vint quilos de pes, va competir des dels Estats Units fins al Perú, Cuba o Argentina amb un gran percentatge de victòries i guanyant diners.
El seu estil era poc refinat, motiu pel qual va rebre crítiques. Va derrotar a referents com el japonés Taro Miyake, en un combat del 1915 pel títol mundial de lluita lliure.
Degut a la seua fama, va participar en la pel·lícula italiana Quo Vadis? (E. Guazzoni, 1912), rebent 5.000 dòlars per fer el paper d'Ursus. Després de lluitar a ciutats com Rio de Janeiro, Madrid i Liverpool, al final de la Primera Guerra Mundial va tornar a Galícia, arribant al port de Vigo l'1 de juliol de 1920 a bord del vapor Desna, rebut en elogi de multituds.
Confiat en les seues habilitats, va decidir fer el salt al món competitiu de la boxa, competint pel títol mundial de pes pesant el 1921, tot i que va caure en mans de Jack Dempsey, qui fou campió sense interrupcions fins al 1926. A partir d'aquell moment va començar la decadència física de Balsa, que ja tenia 40 anys, i una sèrie de fortes derrotes amb púgils de categoria no massa alta el van portar a retirar-se de la competició professional.

### Com aentrenador de futbol
El 1926 es va incorporar al cos tècnic del Celta de Vigo com a entrenador físic i entrenador, en substitució de Francis Cuggy.
Aquella temporada, el Celta va acabar el campionat com a subcampió de Galícia per darrere del Deportivo de la Corunya dels jugadors que havien desertat del Celta en procés de fusió entre el Reial Club Fortuna de Vigo i el Vigo Sporting, com Otero, Isidro o Chiarroni. En conseqüència, va jugar la lliga del torneig desubcampions espanyol, la fase de grups de la qual va ser un passeig per al Celta, que va guanyar tots els partits, amb 34 gols a favor i 8 en contra. Als huitens de final va caure en un tercer partit de desempat contra l'Arenas de Getxo.
Al final de la temporada es va produir una renovació de la junta directiva del Celta, que va decidir no renovar l'entrenador Balsa i fitxar l'escocès Mr. Cowan. Aquell mateix any es va incorporar al Deportivo de la Corunya com a massatgista, aprofitant la seua experiència en alta competició en un moment en què es prestava molt poca atenció a les condicions físiques del futbol.
Passat un temps, Balsa es va incorporar com a preparador i preparador físic a la disciplina del CE Castelló, on va militar les temporades 31-32 i 32-33. L'equip va quedar en última posició en la segona temporada, cosa que va suposar l'abandonament de Balsa del club.
La gran oportunitat com a entrenador li va arribar en la temporada 1935-36, quan va fitxar pel València CF com a massatgista. Després de la destitució de Fivébr, Balsa va ser nomenat entrenador, el primer espanyol en la història del club. Els resultats van ser molt discrets, però no obstant això, amb l'inici de la Guerra Civil, Balsa es va mantenir fidel a la Segona República, formant part del València obrer, després de la confiscació de l'equip per part d'empleats i futbolistes, i sent finalista de la Copa de l'Espanya Lliure i quart en la Lliga Mediterrània. Oficialment va entrenar al València durant dos temporades, si bé realment ho feu durant quatre. Estigué en el cos tècnic fins al 1940, i posteriorment del 1943 fins a la dècada del 1950.
El 1950 el València CF va jugar un amistós amb el Burjassot CF en benefici del seu exentrenador. A finals dels anys cinquanta va emigrar al Brasil amb la seua dona, reclamada pel seu fill Andrés, propietari de diversos negocis. A finals dels anys seixanta el fill va morir i la família va arruinar-se. El València CF li va lliurar diners per tornar a Espanya i els va oferir a establir-se a València.